# Бестобе (Амангельдинский район)
Бестобе (каз. Бестөбе) — упразднённое село в Амангельдинском районе Костанайской области Казахстана. Входило в состав Карасуского сельского округа. Находится примерно в 39 км к северу от села Амангельды. Код КАТО — 393459300. Ликвидировано в 2012 году.

## Население
В 1999 году население села составляло 33 человека (18 мужчин и 15 женщин). По данным переписи 2009 года в селе проживали 2 женщины.